# Per-Inge Tällberg
Per-Inge Tällberg (* 14. Juni 1967 in Bollnäs) ist ein ehemaliger schwedischer Skispringer.

## Werdegang
Tällberg, der für den Verein Bollnäs Gymnastik och Idrottsförening (Bollnäs GIF) startete, begann seine internationale Karriere zur Vierschanzentournee 1985/86, nachdem er 1985 Schwedischer Meister auf der Großschanze wurde. Am 30. Dezember 1985 sprang er erstmals in Oberstdorf im Skisprung-Weltcup. Die ersten Jahre blieb er jedoch erfolglos bei der Tournee. Bei der Nordischen Skiweltmeisterschaft 1987 in Oberstdorf erreichte er von der Normalschanze den 46. und von der Großschanze den 63. Platz.
Bei den Olympischen Winterspielen 1988 in Calgary sprang Tällberg von der Normalschanze auf den 36. Platz und von der Großschanze auf den 22. Platz, den er sich mit Remo Lederer teilen musste. Im Teamspringen wurde er gemeinsam mit Anders Daun, Jan Boklöv und seinem Bruder Staffan Tällberg Siebenter. In seinem ersten Springen nach den Spielen im norwegischen Meldal erreichte er mit dem 4. Platz erstmals eine Platzierung unter den besten zehn. In den folgenden zwei Saisons konnte er nur einmal auf der Großschanze in Planica in die Punkteränge springen. Bei der Skiflug-Weltmeisterschaft 1990 in Vikersund erreichte er am Ende den 11. Platz.
Bei der Nordischen Skiweltmeisterschaft 1991 erreichte er im Val di Fiemme auf der Normalschanze den 28. und auf der Großschanze den 14. Platz. Nach der Weltmeisterschaft gelang ihm beim Skifliegen am Kulm mit Rang 3 die einzige Weltcup-Podestplatzierung seiner Karriere. Trotz anschließend nur mittelmäßiger Leistungen gehörte er zum schwedischen Aufgebot für die Olympischen Winterspiele 1992 in Albertville. Dort konnte er jedoch von der Großschanze nur noch den 50. Platz erreichen. Bei der kurze Zeit später stattfindenden Skiflug-Weltmeisterschaft 1992 in Harrachov konnte er mit Platz 29 nicht überzeugen. Nach weiteren mittelmäßigen Ergebnissen im Weltcup und bei der Nordischen Skiweltmeisterschaft 1993 in Falun beendete er nach Abschluss der Saison 1992/93 seine aktive Skisprungkarriere.